# Радош Антонијевић
Радош Антонијевић (Панчево, 1969) српски је вајар, професор  на Факултету  ликовних уметности Универзитета у Београду, члан уметничке групе Трећи Београд - независна уметничка асоцијација.

## Живот и каријера
Одрастао је  у Смедереву и у њему завршио основно и средње школовање. До 1992. године радио је у челичани Железаре Смедерево, као оператор гасног резања на континуираном вертикалном ливењу челика.
На Факултету ликовних уметности у Београду студирао је вајарство у периоду од 1992. до 1997. године. Као студент генерације дипломирао је 1997. године. У периоду од 1997. до 2000. године на Факултету ликовних уметности у Београду похађао је магистарске студије. 
На Факултету ликовних уметности у Београду ради од од 2001. до  2007 године као асистент, а затим од 2007. до 20016. као доцент, а у звање ванредног професора на свим нивоима студија изабран је 2016. године.
На докторским студијама је провео од 2008. до 2014. године. Звање доктора стекао је 2014. године након одрбране тезе Коректив облика - водич кроз скулпторске феномене.
Од 1991. до 2001. године радио је на оснивању градске галерије у Смедереву, а потом постао њен први кустос.
У периоду од 2010. до 2013. учествовао је у оснивању и раду уметничке групе Трећи Београд.
Живи, ради и своја уметничка дела ствара у Београду.

## Ликовно стваралаштво
У свом ликовном стваралаштву Радош Антонијевић бавећи се скулптуром истражује и ствара уметничка дела која проблематизују питања функције, материјалности и перцепције...су...уплетена у теме које додирују неуралгичне тачке живота бавећи се аспектима историје, политике, културе и друштва. У његовим уметничким радовима који имају епску природу са примесама комичног и трагичног у истој слици, конфронтирају функцију и облик.
Радош је уметник који се бави проблемима системских промена изазваних кулминацијском ером либералног капитализма...критички сагледава сагледава друштвено раслојавање у којем се филозофијом профита занемарују основна људска права и вредности. Зато он у својим делима анонимне бескућнике облачи  у властиту одећу, и поистовећујући се са њима  показује да у глобалном умреженом, модерном а тако контрадикторном свету да зачас сви можемо постати жртве владајућих односа у коме се капитал акумулира а не распоређује.

## Изложбе
Од више од 20 самосталних и 50 групних изложби на којима је учествовао Радош Антонијевић од 1998. године, значајније су:
- 2019. Музеј савремене уметности у Новом Саду
- 2017. Музеј савремене уметности Републике Српске Бања Лука
- 2015. Музеј савремене уметности у Беогреаду
- 2013. Пут за Европу са Принципом или без, (избор радова уметника из Колекције Октобарског салона), Палата Порциа, Беч, Аустрија
- 2013. Two Lines of Life or why a rabbit likes weeds, La Criee – Центар за савренену уметност, Рен, Француска
- 2012. Шта се догодило са Музејем савремене уметности, Музеј Савремене уметности, Београд
- 2009. (ОУТ), Уметнички пројекат реализован у сарадњи са Институтом за уметност у јавном простор Штајерске и презентован у оквиру манифестације Штајерска јесен, Грац, Аустрија
- 2006. 47. Октобарски салон ― Уметност живот и пометња, Београд.[5]
- 2004. 45. Октобарски салон ― Континентални доручак, Београд
- 2003. 44.Октобарски салон ― Позитив / негатив, Београд

## Радови у колекцијама
- Шатор Дечани М – 1, скулптура, Коч фондација колекција савремене уметности Истамбул, Турска, (Vehbi Koç Foundation Contemporary Art Collection)
- Шатор Софија, скулптура, Институт за уметност у јавном простору, Грац, Аустрија, (Institute for Art in Public Space Styria, Graz, Austria)
- За двоје, скулптура,Интернационална летња академија и симпозијум Ахтопол, Бугарска, (International summer academy and symposium Ahtopol 2010, Bulgaria)
- Дуго путовање у Европу, скулптура, Колекција Октобарског салона у Београду , Културни центар у Београду, Београд
- Шатор музеј савремене уметности, скулптура, Музеј Савремене уметности у Београду
- Огледало времена, скулптура, Смотра мермер и звуци, Аранђеловац